# Parc Johan Helmich Roman
Le parc Johan Helmich Roman (en suédois : Johan Helmich Romans park) est un parc public du quartier de Södermalm à Stockholm en Suède,. 

## Description
Le parc porte le nom du compositeur Johan Helmich Roman (1694–1758) qui est parfois appelé « le père de la musique suédoise ».
Le parc est en pente avec différentes terrasses où se trouvent des arbres et des plantations.
Le parc est situé entre Högbergsgatan et l'ancienne tranchée ferroviaire où passait autrefois la ligne principale. 
Une passerelle relie ce parc au Fatbursparken. Le parc se compose de plantations en terrasses avec une statue, « Après la  fête » de Bitte Jonason Åkerlund, érigée en 1994. 
Le parc mesure environ 50 mètres × 50 mètres.

## Projet de démolition
Il a été prévu de remplacer le parc par deux nouveaux bâtiments résidentiels avec une allée en escalier entre Högbergsgatan et Fatbursparken. 
Le terrain avaient été attribué à l'entreprise de construction Einar Mattsson en 2007.
Les deux bâtiments auraient abrité environ 85 appartements ainsi que 400 m² de locaux pour la Mission de la Ville et un peu plus de 200 m² de locaux commerciaux.
Cependant, les travaux de planification sont en sommeil depuis plusieurs années. Les conditions ont maintenant changé et le plan détaillé a été abandonné en juillet 2021,.

## Galerie

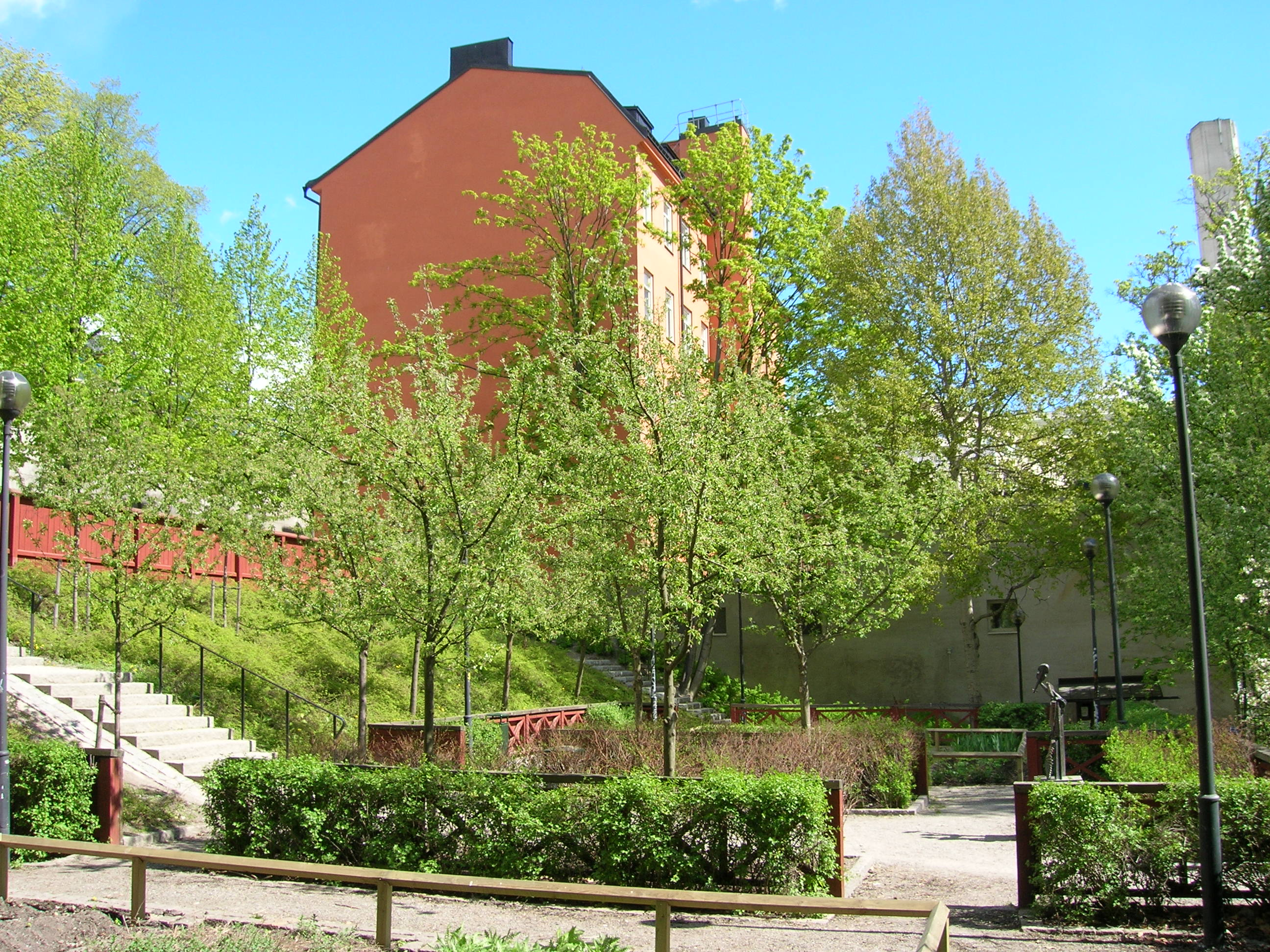
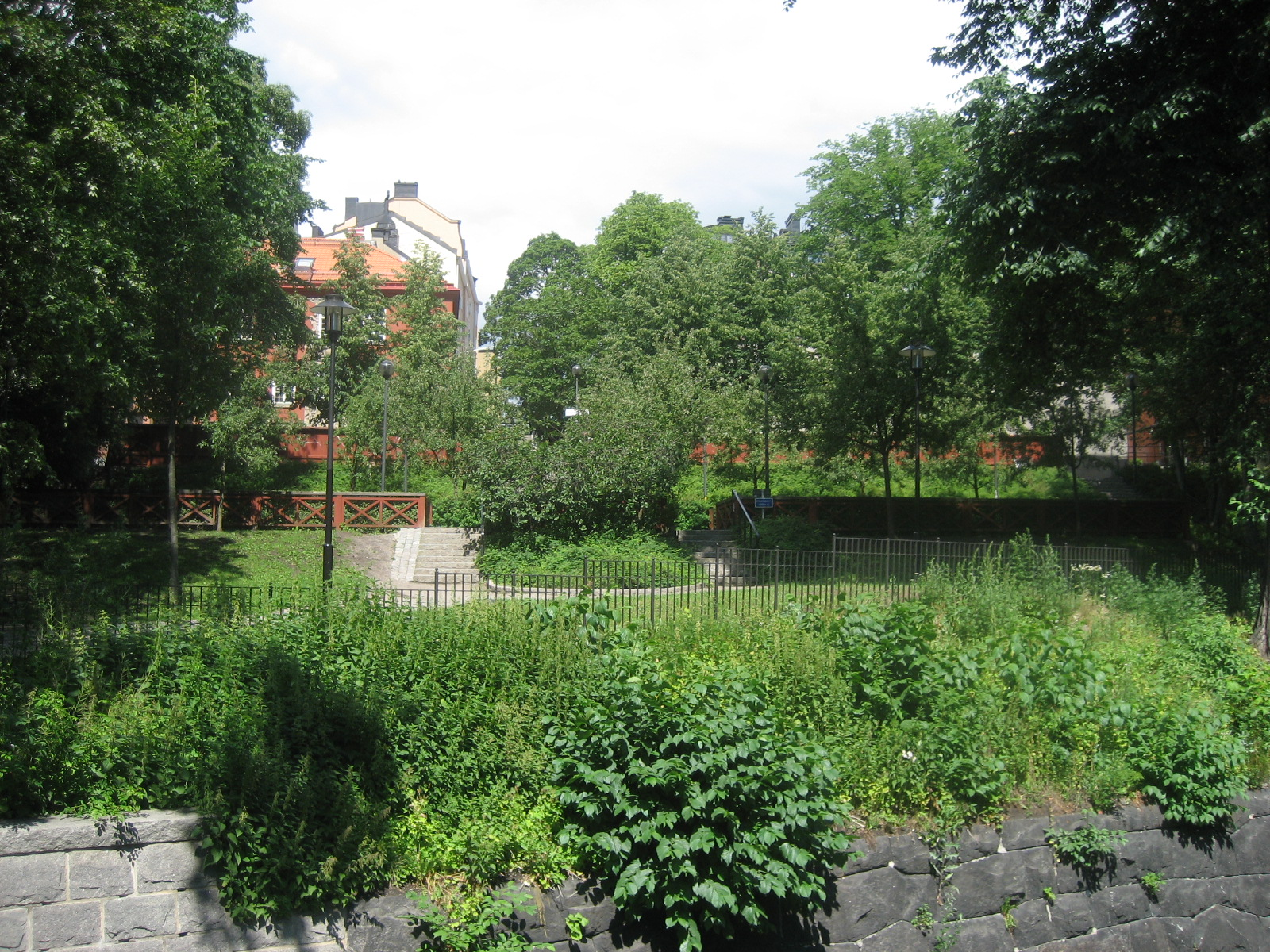
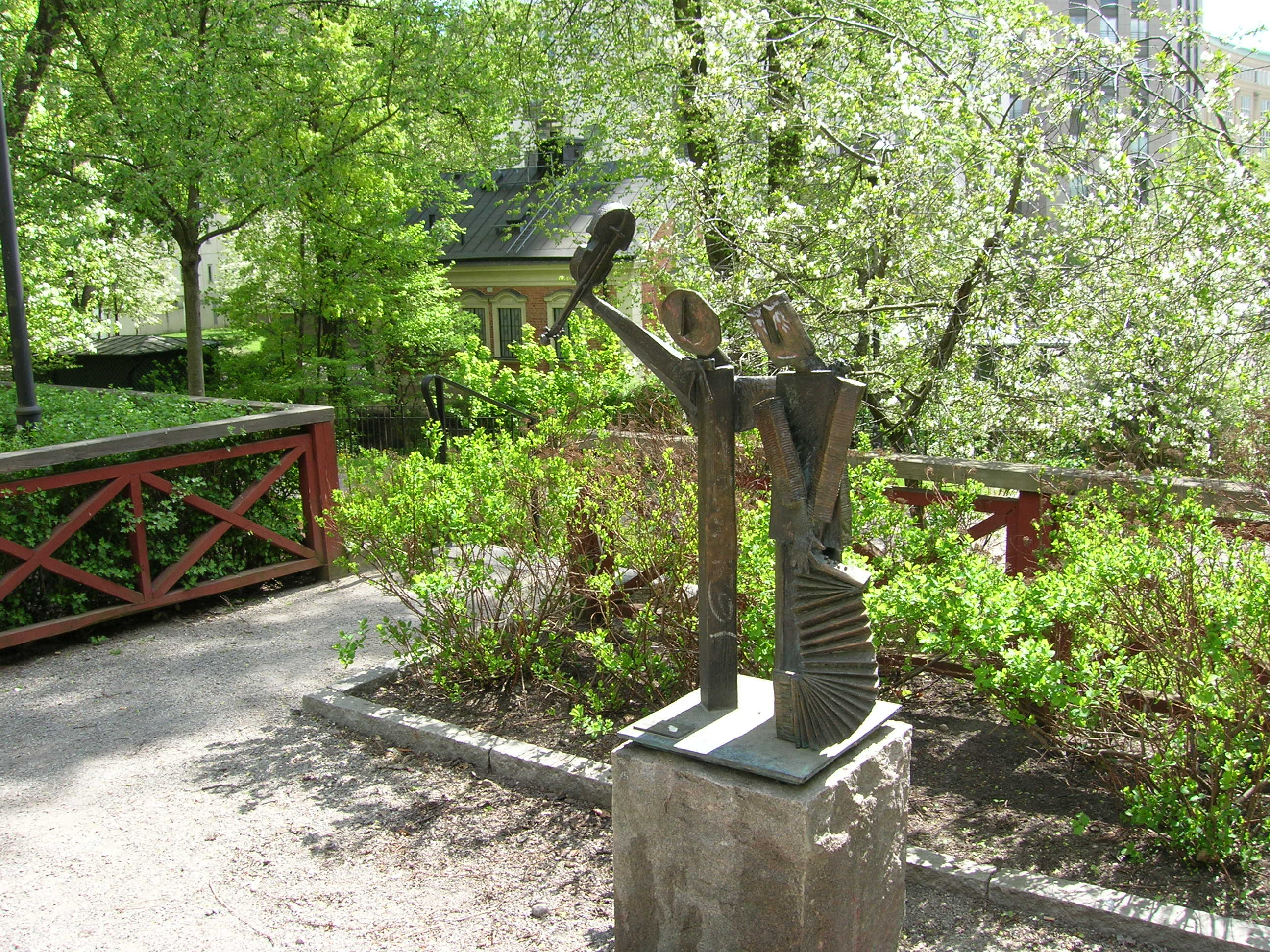